# ماتیاس هادر
ماتیاس هادر (انگلیسی: Matthias Haeder؛ زادهٔ ۲۳ فوریهٔ ۱۹۸۹) بازیکن فوتبال است.
وی همچنین در تیم ملی فوتبال زیر ۲۰ سال آلمان بازی کرده‌است.